# Call of Duty: Ghosts
Call of Duty: Ghosts ist ein Ego-Shooter, der von Infinity Ward entwickelt und von Activision veröffentlicht wurde. Es ist der zehnte Teil der Call-of-Duty-Reihe. Das Spiel erschien am 5. November 2013 für die PlayStation 3, Xbox 360, Wii U, Windows, außerdem als Launchtitel für die PlayStation 4 und Xbox One.
Das Spiel besitzt gegenüber seinen Vorgängern neue Schauplätze, eine neue Handlung und eine verbesserte Engine.

## Handlung

### Kampagne
Die Story beginnt mit Elias Walker, dem Vater des Protagonisten, der seinen Söhnen Logan (Protagonist) und David „Hesh“ die Legende über die Spezialeinheit der Ghosts erzählt. Nachdem er zu Ende erzählt hat, werden die drei auf dem Weg nach Hause von einem vermeintlichen Erdbeben gestört. Zur selben Zeit wird die ODIN-Raumstation von der Föderation, einem Zusammenschluss aller südamerikanischen Staaten, eingenommen. Daraufhin werden mehrere US-amerikanische Großstädte zerstört.
Zehn Jahre später sind Logan, David und ihr Deutscher Schäferhund Riley auf einer Mission an der Mauer, die die USA und das Gebiet der Föderation trennt. Sie sichten mit Rileys Hilfe einen Amerikaner, der der Föderation hilft. Kurze Zeit später wird die US-Basis, auf der die Walkers stationiert sind, von der Föderation angegriffen. Die Brüder suchen ihren Vater und werden dabei in einem brennenden Haus gefangen und von den Ghosts gerettet. Dort erfahren sie, dass ihr Vater der Anführer der Ghosts ist und der Mann, der der Föderation hilft, Rorke heißt und ein Ghost war.
Die Ereignisse überschlagen sich und die Ghosts werden von Rorke gefangen genommen und Elias von Rorke getötet. Daraufhin jagen die Walker-Brüder Rorke und stellen sich ihm in einem Kampf, bei dem Hesh verletzt wird und von Logan an Land gerettet wird. Rorke aber überlebt und nimmt Logan mit sich.

## Spielprinzip

### Mehrspielermodus
Im Mehrspielermodus des Spiels gibt es im Vergleich zu den Vorgängern einige neue Spielmechaniken. So können nun Teile der Karten im Multiplayer zerstört oder verändert werden. Erstmals kann der Spieler auch einen weiblichen Soldaten auswählen. Insgesamt 14 Karten sind im Spiel enthalten.
Es können außerdem je vier neue Karten aus einem der vier erschienen DLCs (Herunterladbare Inhalte) erworben werden.
Das „Nimm-10“-System aus Black Ops 2 kehrt als ausführlicher Soldaten-Editor zurück. Hier können mehr als nur 10 Gegenstände ausgerüstet werden. Die Auswahl von Primär- und Sekundärwaffen sowie der Ausrüstung (Granaten und Taktikgranaten) wirken sich auf die Anzahl der Vorteilsobjekte (genannt Perks) aus. So kann der Spieler mehr Perks auswählen, wenn er nur eine einfache Primärwaffe im Besitz hat, anstatt eine Primär- und Sekundärwaffe mitsamt Ausrüstung im Inventar hat.
Call of Duty: Ghosts hat beachtlich mehr Perks als seine Vorgänger und Nachfolger. Auch die Wildcards (Spielkarte für erweiterte Optionen im Klasseneditor) wurden durch Perks ersetzt. Einige Perks sind den Waffenaufsätzen des Vorgängers nachempfunden.
Ohne Ausrüstung hat die Klasse 12 freie Plätze für Perks und je besser ein Perk ist, desto mehr Plätze braucht es. Diese haben einen Platzverbrauch von 1 bis 5. Beispielsweise benötigt das Perk „Kein Fallschaden“ nur einen Platz, während „Aussteiger“ (Dauerhaft unsichtbar auf der Karte) schon drei Plätze benötigt.

### Extinction
Extinction ist ein kooperativer Spielmodus in Call of Duty: Ghosts, bei dem der Spieler mit bis zu vier Mitspielern antreten kann. Das Team muss sich dann gegen immer stärkere Wellen von Aliens wehren. Extinction ist mit den Spielmodi Überlebenskampf oder Zombie-Modus aus den vorherigen Call-of-Duty-Spielen vergleichbar. Um den Spielmodus freizuschalten, muss man die erste Mission der Einzelspieler-Kampagne auf einem beliebigen Schwierigkeitsgrad abschließen oder Level fünf im Mehrspielermodus erreichen.
Es gibt außerdem noch einen Chaos Modus. In diesem kämpft der Spieler durchgehend gegen angreifende Alien-Horden. Das Ziel dabei ist, zwei Minuten lang zu überleben.

## Entwicklungsgeschichte
Das Spiel ist am 5. November 2013 erschienen. Am 1. Mai bereits wurde ein Teaser-Trailer namens Masked Warriors auf YouTube veröffentlicht. Das Spiel wurde am 21. Mai 2013 für die Xbox One parallel zur Präsentation der Konsole angekündigt.

### Vorgeschichte
Am 24. April 2013 erschien durch einen internen Fehler das vorläufige Cover des Spiels auf der Webseite der britischen Handelskette Tesco. Vier Tage später war die Seite wieder mit einer Beschreibung und einem Veröffentlichungsdatum online, die am selben Tag wieder offline genommen wurde. Noch am selben Tag erschien das Spiel auch auf der Webseite eines spanischen sowie niederländischen Onlinehändlers. Eine Stellungnahme seitens Activision gab es nicht.

## Rezeption
Call of Duty: Ghosts hat international gemischte Bewertungen erhalten. Die Rezensionsdatenbank Metacritic aggregiert beispielsweise für die PC-Version 14 Rezensionen zu einem Gesamtwert von 68. Die Wertungen deutscher Spielemagazine lag zumeist über diesem Durchschnitt.

„Ghosts ist die Quintessenz eines Call of Duty - mit allen Stärken und Schwächen.“